# Monolepta melanogaster
Monolepta melanogaster is een keversoort uit de familie bladkevers (Chrysomelidae). De wetenschappelijke naam van de soort werd in 1823 gepubliceerd door Wiedemann.